# Jacob Taubes
Jacob Taubes (Vienna, 25 febbraio 1923 – Berlino, 21 marzo 1987) è stato un insegnante, filosofo, rabbino, sociologo della religione e specialista di studi sull'ebraismo austriaco.

## Biografia
Nato a Vienna in una famiglia d'origine orientale, la cui genealogia era piena di rabbini, si trasferì nel 1936 a Zurigo, dove suo padre fu rabbino capo (scamparono così alla persecuzione nazista). Si laureò all'Università di Basilea e si specializzò in quella di Zurigo, avendo modo di ascoltare il cattolico Hans Urs von Balthasar e il teologo protestante Karl Barth. Intanto nel 1943 fu fatto rabbino. Ottenne il dottorato nel 1947 con una tesi sull'escatologia occidentale. Era amico di Armin Mohler, che poi divenne segretario privato di Ernst Jünger. A New York, nel 1949, seguì seminari di Leo Strauss, e conobbe Hannah Arendt e Paul Tillich. Nel 1951-53 insegnò all'Università Ebraica di Gerusalemme. Alla fine del febbraio 1987, già gravemente ammalato di cancro allo stadio terminale, accettò l’invito di Enno Rudolph e, presso il Centro Studi della Comunità Evangelica di Heidelberg, tenne un seminario sulla Lettera ai Romani, poi pubblicato con il titolo La teologia politica di Paolo. Morì qualche settimana dopo, il 21 marzo del 1987. 
Erudito, grande conoscitore del Talmud, ha insegnato sociologia della religione anche in altre istituzioni statunitensi e tedesche, ma ha scritto poco, legato piuttosto all'idea di insegnamento orale della tradizione. È stato docente di studi ebraici ad Harvard, Columbia e Princeton University, poi dal 1965 ha insegnato ermeneutica presso l'Università libera di Berlino. È stato amico di Gershom Scholem e di Herbert Marcuse. Verso la fine degli anni 1970 è stato docente alla Maison des Sciences de l'Homme di Parigi.
Sposò la scrittrice Susan Taubes (nata Susan Anima Feldmann, 1928-1969) dalla quale ebbe due figli Ethan (nato nel 1953) e Tania (nata nel 1956). Poi la moglie, che aveva pubblicato studi di mitologia, scrisse il romanzo autobiografico Divorcing e una settimana dopo l'uscita del libro si suicidò.
Sposò poi in seconde nozze Margherita von Brentano (1922-1995), professoressa di filosofia allieva di Martin Heidegger. Negli ultimi anni ebbe sintomi maniaco-depressivi che lo costrinsero a frequenti ricoveri ospedalieri. È anche testimoniato da lettere il suo amore per la scrittrice Ingeborg Bachmann. Jacob Taubes riposa nell’Israelitischen Friedhof (Cimitero israelitico) di Zurigo.

## Pensiero
Il suo pensiero teologico-politico si rifaceva alla Bibbia e alla tradizione ebraica, oltre che a Paolo di Tarso, Friedrich Nietzsche, Walter Benjamin, Sigmund Freud, e Carl Schmitt, mescolando fede rivoluzionaria e pensiero apocalittico. Tra gli studiosi recenti che ne hanno ripreso e diffuso il pensiero vi sono Jean-François Lyotard, Giorgio Agamben, Jan Assmann, Susan Sontag, Avital Ronell, Marshall Berman, Raphaël Lellouche e Peter Sloterdijk. Caratteristica del suo stile è il procedere in tensione polemica attraverso antinomie. Come Nietzsche e Max Weber, ha sottolineato l'importanza storica di Israele come inizio "assiologico" della escatologia occidentale.

## Opere

### Edizioni italiane
- In divergente accordo. Scritti su Carl Schmitt, a cura di Elettra Stimilli, trad. di Gianni Scotto ed Elettra Stimilli, Quodlibet Editore, Macerata, ISBN 88-86570-09-0.
- Escatologia occidentale, Prefazione di Michele Ranchetti, trad. di Giusi Valent, Milano, Garzanti, 1997, ISBN 88-11-59993-8.
- La teologia politica di san Paolo. Lezioni tenute dal 23 al 27 febbraio 1987 alla Forschungsstätte della Evangelische Studiengemeinschaft di Heidelberg, trad. di Petra Dal Santo, Collana i peradam, Milano, Adelphi, 1997, ISBN 88-459-1293-0.
- Il prezzo del messianesimo. Lettere di Jacob Taubes a Gershom Scholem e altri scritti, a cura di Elettra Stimilli, Macerata, Quodlibet, 2000, ISBN 88-86570-63-5; Nuova ed. ampliata e riveduta, Quodlibet, 2017.
- Messianismo e cultura. Saggi di politica, teologia e storia, a cura di Elettra Stimilli, Milano, Garzanti, 2001, ISBN 88-11-59711-0.
- J. Taubes-Carl Schmitt, Ai lati opposti delle barricate. Corrispondenza e scritti 1948-1987, Collana Biblioteca Filosofica n.38, Milano, Adelphi, 2018, ISBN 978-88-4593-325-7.
- Escatologia occidentale, Prefazione di Michele Ranchetti. A cura e con un saggio di Elettra Stimilli. Quodlibet Editore, Macerata, 2019, ISBN 978-88-22-90387-7